# Liste der Biografien/Gruf
Liste der Biografien |
Portal Biografien |
Personensuche
# |
A |
B |
C |
D |
E |
F |
G |
H |
I |
J |
K |
L |
M |
N |
O |
P |
Q |
R |
S |
T |
U |
V |
W |
X |
Y |
Z |
?
 
Ga |
Gb |
Gc |
Gd |
Ge |
Gf |
Gh |
Gi |
Gj |
Gk |
Gl |
Gm |
Gn |
Go |
Gp |
Gq |
Gr |
Gs |
Gu |
Gv |
Gw |
Gy |
Gz
 
Gra |
Grb–Grd |
Gre |
Grg |
Gri |
Grj |
Grk |
Grl |
Grm |
Gro |
Grs |
Gru |
Gry |
Grz
 
Grua |
Grub |
Gruc |
Grud |
Grue |
Gruf |
Grug |
Gruh |
Grui |
Gruj |
Grul |
Grum |
Grun |
Gruo |
Grup |
Grus |
Grut |
Gruv |
Gruw |
Gruy |
Gruz
Die Liste der Biografien führt alle Personen auf, die in der deutschsprachigen Wikipedia einen Artikel haben. Dieses ist eine Teilliste mit 18 Einträgen von Personen, deren Namen mit den Buchstaben „Gruf“ beginnt.

## Gruf

### Gruff
- Gruffat, Claude (* 1957), französischer Lebensmittelhändler und Politiker (EELV), MdEP
- Gruffat, Eugène (1769–1843), 52. Generalminister der Kapuziner.
- Gruffudd ab Ifor († 1210), walisischer Adliger, Lord von Senghenydd
- Gruffudd ap Nicolas, walisischer Adliger und Staatsmann
- Gruffudd, Ioan (* 1973), britisch-US-amerikanischer SchauspielerIoan Gruffudd (* 1973)

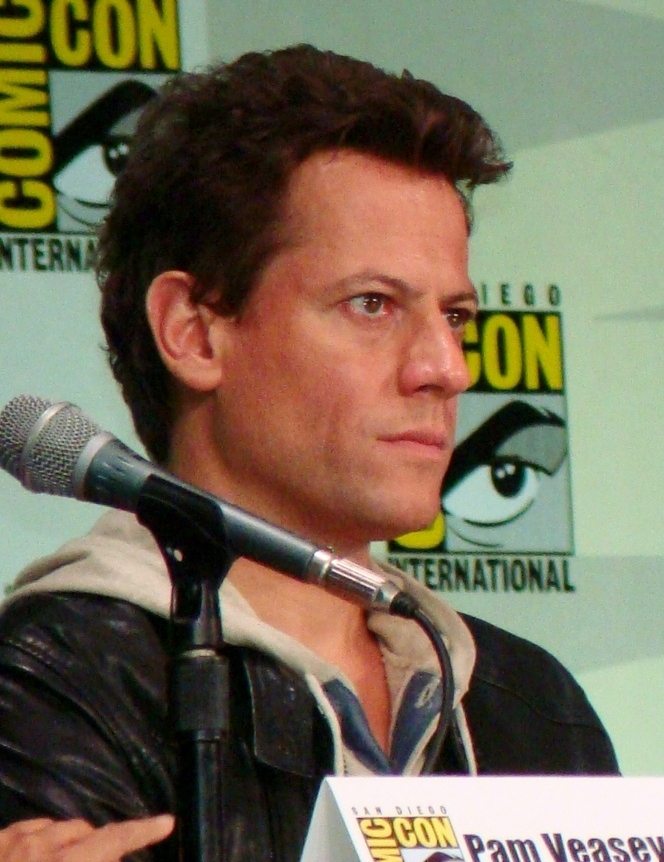
Ioan Gruffudd (* 1973)

- Gruffydd ap Cynan († 1137), Fürst von Gwynedd in Nordwales
- Gruffydd ap Gwenwynwyn, Lord von Powys (Wales)
- Gruffydd ap Llywelyn († 1063), Herrscher von ganz Wales
- Gruffydd ap Llywelyn Fawr († 1244), walisischer Fürstensohn
- Gruffydd ap Maredudd, Lord von Deheubarth in Südwales
- Gruffydd ap Rhys, Lord von Senghenydd (Südwales)
- Gruffydd ap Rhys († 1137), Fürst von Deheubarth (Südwales) (1116–1137)
- Gruffydd ap Rhys († 1201), Fürst von Deheubarth (Südwales) (1197–1201)
- Gruffydd Fychan († 1289), Lord von Powys (Wales)
- Gruffydd Llwyd, walisischer Militär und Beamter
- Gruffydd Maelor ap Madog († 1269), Fürst von Powys (Wales)
- Gruffydd Maelor I († 1191), Fürst von Powys (Wales)
- Gruffydd, William John (1881–1954), walisischer Akademiker, Politiker (Plaid Cymru, später Liberal Party), Schriftsteller, Kritiker und Herausgeber